# Karl Traugott Queisser
Karl Traugott Queisser (Döben prop de Grimma, 11 de gener de 1800 – Leipzig, 12 de juny de 1846) fou un intèrpret de trombó i viola alemany de l'Orquestra del Gewandhaus de Leipzig durant l'època que aquesta estava sota la fèrula de Mendelssohn.
El seu pare tenia un hostal i va aprendre els primers passos de la música sense cap mestre, i mostrà tant felices aptituds que els seus pares, que els seus pares es decidiren a enviar-lo a casa del músic municipal de Grimma, un excel·lent professor anomenat Barth. Aprengué a tocar tots els instruments més usuals, seguint la pràctica general educativa dels músics municipals d'Alemanya, sent el trombó, instrument en el que més tard hauria de destacar en primer terme, el que estudià de forma més superficial.
Però la naturalesa l'havia dotat en alt grau destacat per aquest instrument, arribant amb els seus estudis personals a una extraordinària perfecció en Queisser. El 1817 el músic anà a Leipzig, i des de 1821 ocupà una plaça en l'orquestra del Teatre oficial de la ciutat. Des de 1824 passà a ocupar la plaça de primer viola, no fent-se escoltar al trombó sinó en rares ocasions. Es van publicar diverses danses alemanyes per a orquestra en la casa Breitkopf & Härtel.
Va tenir dos germans més, (Friedrich Benjamin i Teophil), tots dos també van ser músics, el seu germà Johann Teophil (1807-1874) fou molt hàbil amb el mateix instrument, ocupant la plaça de primer trombó en la Capella Reial de Dresden.